# Storia di Genova
Genova fu per circa otto secoli capitale dell'omonima Repubblica, che comprendeva la quasi totalità della Liguria, la Corsica (poi ceduta alla Francia nel 1768), parte dell'oltregiogo piemontese e l'isola di Capraia.
Per circa cinque secoli fiorirono in tutto il bacino Mediterraneo i possedimenti genovesi, ora con carattere di empori o basi commerciali, ora come vere e proprie colonie, dipendenti direttamente dalla Repubblica, dal Banco di San Giorgio o da privati cittadini.

## Fondazione di Genova
Le più antiche tracce finora ritrovate nella zona della città riguardano un piccolo insediamento di epoca neolitica (nella zona di Brignole) nel V e IV millennio a.C., e sistemazioni dell'età del bronzo antico (un muro a secco di terrazzamento presso la foce del Bisagno)
La città di Genova si originò dal più antico insediamento dell'oppidum detto "di Castello" (Sarzano), sul colle che domina l'antico porto (oggi piazza Cavour), fondato agli inizi del V secolo a.C..
La collocazione del primo nucleo della città sulla collina di Castello era già stata ipotizzata agli inizi del XVII secolo. Tra il 1898 e il 1910 venne scavata gran parte della necropoli preromana ritrovata sull'adiacente Colle di Sant'Andrea. La tesi più probabile, secondo gli studiosi, è che la città sia stata fondata dai Liguri, più precisamente dalla popolazione dei Genuati. Le indagini sulla collina di Castello, condotte a partire dal 1967 nel sito ancora ricoperto dalle macerie a seguito dei bombardamenti della seconda guerra mondiale, hanno restituito resti dell'antico oppidum, interpretato come una fondazione etrusca, a difesa della sottostante insenatura portuale lungo la rotta commerciale verso la Via dell'ambra, in un punto dove si aprivano vie di collegamento verso la pianura padana. La presenza etrusca nell'area della città è confermata dal recente ritrovamento all'Acquasola, nel corso dei lavori per la metropolitana, di un tumulo funerario datato al VII-VI secolo a.C..
Nel corso del IV secolo a.C. si sviluppò un maggiore interesse allo sfruttamento delle risorse locali, con la creazione di officine per la produzione di materiali ceramici.
Alla fine del III secolo a.C., durante la seconda guerra punica, l'oppidum genovese, a differenza di altri centri liguri che si schierarono con i Cartaginesi, fu alleata di Roma e fu distrutta nel 205 a.C. dal generale punico Magone, fratello di Annibale. La città venne quindi ricostruita dal pretore Spurio Lucrezio e nel 197 a.C. Quinto Minucio Rufo liberò il retroterra della città dall'occupazione delle ultime tribù liguri locali, site lungo l'asse che porta verso le colonie romane di Piacenza e Cremona. Strabone cita il centro ricostruito come emporio dei Liguri.
Lo storico greco Artemidoro di Efeso nel II secolo a.C. e Pomponio Mela nel I secolo riferiscono che la città era nota anche con il toponimo di Stalia (Σταλìα). Secondo una vecchia ipotesi della fine dell'Ottocento e degli inizi del Novecento tale toponimo era stato considerato corrispondere all'attuale località di Staglieno, dove è stata ipotizzata la presenza di un porto, collocato sul torrente Bisagno a circa 5 km dalla costa, al tempo ritenuto il sito della Genova preromana, ipotesi ad oggi smentita da ritrovamenti più recenti nelle zone più vicine alla costa.
L'origine del nome Genova viene fatto risalire ad una radice indoeuropea *geneu- ("ginocchio") oppure *genu-("mascella, bocca"); genu- sarebbe un'allusione alla foce ("bocca") di uno degli antichi corsi d'acqua del sito o alla forma dell'insediamento sul mare; a corroborare questa evidenza è il fatto che la maggioranza dei linguisti considerino Genua e Genaua (Ginevra) varianti dello stesso nome . Interessante anche il significato di "Ianua" = porta. Il nome potrebbe anche derivare dal dio Giano bifronte, con una faccia che guarda verso i monti (interno) e l'altra verso il mare (esterno); è infatti rappresentato in diverse decorazioni della città, tra cui il tempietto-fontana in Piazza Sarzano. Secondo una recente teoria, l'origine del nome potrebbe essere riportata ad una parola etrusca, ritrovata su un coccio di vaso, contenente la scritta Kainua, che in lingua etrusca significherebbe "Città nuova".

## Epoca romana

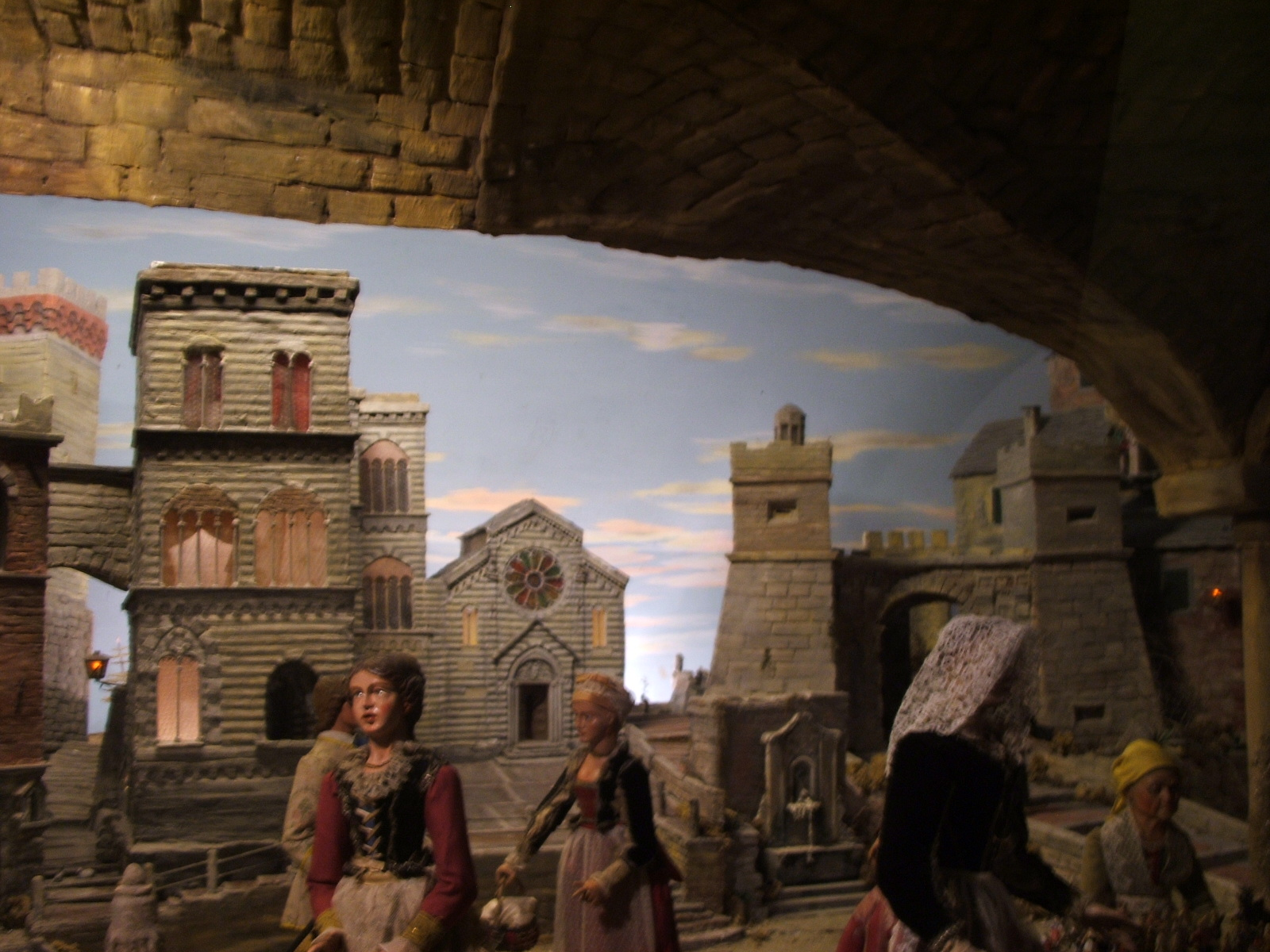
Uno scorcio di vita quotidiana nella Genova fra Sei e Settecento in una raffigurazione artistica del presepe di scuola genovese attribuito al Maragliano e ospitato al Santuario della Madonnetta

Sconfitta Cartagine, Roma puntava ad espandersi verso nord, e si servì di Genova come base di appoggio per incursioni, tra il 191 e il 154 a.C., contro le tribù liguri dell'entroterra, da decenni alleate con Cartagine. Fu in questo periodo che si percepì una primitiva vocazione dello scalo genovese come porto di scambio, grazie ai traffici che si svilupparono con le più importanti città romane dell'entroterra: Tortona (Derthona) e Piacenza (Placentia).
La romanizzazione si evidenziò con l'espandersi della città dal primitivo castrum della zona di Santa Maria di Castello e del promontorio del Molo, verso la zona dell'attuale San Lorenzo e del Mandraccio.
In età augustea Genova, con la Liguria, faceva parte della Regio IX, ma le fonti ci dicono poco altro.

## Dopo la caduta dell'Impero Romano d'Occidente

### Dai barbari ai Longobardi
Dopo la caduta dell'Impero romano, Genova segue le sorti dell'Italia, venendo governata dagli Eruli di Odoacre (476-493) e dai Goti per poi ritornare in mano romano-bizantina (nominalmente nel 538, ma Teia morì nel 553). Sostanzialmente l'organizzazione della Prefettura rimase intatta in questi anni, quindi Genova, con la Liguria, rientrava nella provincia delle Alpi Cozie. Nel 568 i Longobardi invasero l'Italia, ma non la Liguria. Nel 580 i Bizantini riorganizzarono l'Italia costituendo le eparchie: in particolare la Liguria con Genova passò sotto l'Urbicaria. Dopo soli quattro anni Maurizio I di Bisanzio istituì la Provincia Maritima Italorum nel contesto dell'Esarcato di Ravenna.
Non è certo se Genova fosse capoluogo di queste amministrazioni o di ulteriori suddivisioni. È noto però che con la caduta di Milano sotto il dominio Longobardo (569), Genova accolse i vicarii del Prefetto Pretorio e lo stesso Arcivescovo milanese con curia al seguito. Può esserci comunque stata una precedente riorganizzazione territoriale in direzione genovese, forse da porre temporalmente nel contesto della guerra gotica, da far risalire alla distruzione di Milano da parte di Teia e Uraia, tant'è che gli stessi Longobardi alla città imperiale preferirono Monza e Pavia.
I Longobardi si espansero ulteriormente ed intorno al 599 conquistarono il Basso Piemonte, tagliando la Liguria dal resto dell'Italia bizantina. Negli ultimi mesi del 643, Rotari conquistò tutta la Liguria, che quindi rientrò nel Ducato di Asti, suddivisione amministrativa della Neustria longobarda.

### Dai Carolingi alla prima indipendenza
Dopo la dominazione longobarda, durante il IX secolo, il territorio ligure passò sotto il dominio di Carlo Magno e venne organizzato in contea.
Con l'affievolirsi del controllo centrale, Genova venne accreditata a un'aristocrazia locale di vicari (vicecomites, cioè visconti). Nel 950-951 il re Berengario II terminò la riorganizzazione del territorio del nord Italia, iniziata da Ugo di Provenza costituendo la Marca Obertenga: Genova e i diritti su Bobbio (feudo monastico imperiale), Luni, Tortona, Milano, Pavia, furono affidate a Oberto I, capostipite di una schiatta che aveva le proprie roccaforti a Luni e Sarzana. Nella lotta tra Berengario ed Ottone di Sassonia il marchese Oberto I si schierò a favore di quest'ultimo, mentre la città di Genova giurò fedeltà a Berengario e al figlio Adalberto, ottenendo così, nel 958, un diploma che dichiarava indipendente la città e i possedimenti dei suoi cittadini da qualsiasi "duca, marchese e conte, sculdascio, decano o qualsiasi altra persona grande o piccola del nostro regno". Simile indipendenza verrà poi confermata dal marchese Alberto dei Malaspina (famiglia originata dagli Obertenghi) nel 1056.
I saraceni, che al tempo battevano le coste del bacino occidentale del mar Mediterraneo, nel 935 misero a ferro e fuoco Genova. La storia è raccontata da Liutprando da Cremona, non testimone oculare, ma quantomeno coevo. Più di duecento anni dopo Jacopo da Varazze ci racconta di come i Genovesi, ripresisi presto, inseguirono i saraceni sino all'isola dei Buxinarii a nord est della Sardegna e li sterminarono, ammonticchiando le carcasse a monito, tant'è che da quel dì l'isola prese il nome di Mortorio. 
Anche se non ci si può fidare della veridicità di tale aggiunta jacopea, essa è indice di una costante belligeranza marittima. L'episodio comunque non mise termine alla saga: sempre Jacopo ci racconta di come cinquant'anni dopo, nel 985, il vescovo genovese Landolfo I traslasse le spoglie di San Siro, protettore di Genova, all'interno della cinta muraria nella Cattedrale, per paura di un eventuale furto da parte di nemici irreligiosi. Questo evento occorre ben tredici anni dopo la spedizione punitiva genovese contro la colonia arabo-berbera di Frassineto nel 972: si viveva quindi un continuo stato di allerta, lungo le coste mediterranee, per le ripetute incursioni di corsari.
Data la longevità del centro di Frassineto rispetto ad altri rifugi musulmani, gli studiosi suppongono che la colonia fosse uno stabile emporio commerciale, più che un ricetto di corsari: ciò non toglie che da lì potessero partire avventure depredatorie.
Facile capro espiatorio, Frassineto venne distrutta nel 972-973 dalle forze congiunte di liguri e provenzali, organizzate da Guglielmo I di Provenza, con l'aiuto del piemontese Arduino il Glabro e col beneplacito di papa e imperatore.
Gli Obertenghi parteciparono indirettamente alla guerra, attraverso i ben più motivati vicari genovesi, che proprio in tale occasione si organizzarono nelle tenaci coniurationes che avrebbero portato poi alla costituzione del comune indipendente e infine della repubblica.
La distruzione di Frassineto non fermò l'aggressività islamica né altre incursioni piratesche né tantomeno più ampie azioni militari come il tentativo di conquista della Sardegna da parte di Mujāhid al-ʿĀmirī, wali di Dénia e delle Baleari.
Nel 1016, l'alleanza genovese-pisana sbaragliò la flotta andalusa.

## Prima epoca aurea: la fondazione del Comune e le crociate

### La Compagna Communis
In principio le libere associazioni di cittadini erano tre, diverse tra loro: le Compagnae, appunto, le Coniurationes e le rassae. Alla fine fu la prima di queste forme associative ad avere la meglio. Caffaro di Rustico da Caschifellone, annalista genovese, annotò con dovizia di particolari nei suoi Annali come nel 1099 si giunse alla nascita della "Compagna Comunis", e come essa costituisse una sorta di patto federativo in grado di unire tutte le Compagne nelle quali si era fino ad allora suddiviso topograficamente e demograficamente il territorio cittadino compreso tra le zone dette del "Castello" e del "Borgo".
La "Compagna" nasce quindi come patto di solidarietà che si rivelerà fondamentale quale strumento di espansione e consolidamento territoriale, anche in funzione dei rapporti allora nascenti tra la diocesi e le potenti famiglie viscontili che fino ad allora avevano agito nel ruolo di funzionari imperiali ma che sarebbero poi divenute feudatarie dello stesso vescovo. La definizione di Compagna Communis venne modificata in "Respublica Ianuensis", o Repubblica di Genova, dopo la svolta filoasburgica di Andrea Doria del XVI secolo.

### Guglielmo Embriaco e la Prima Crociata

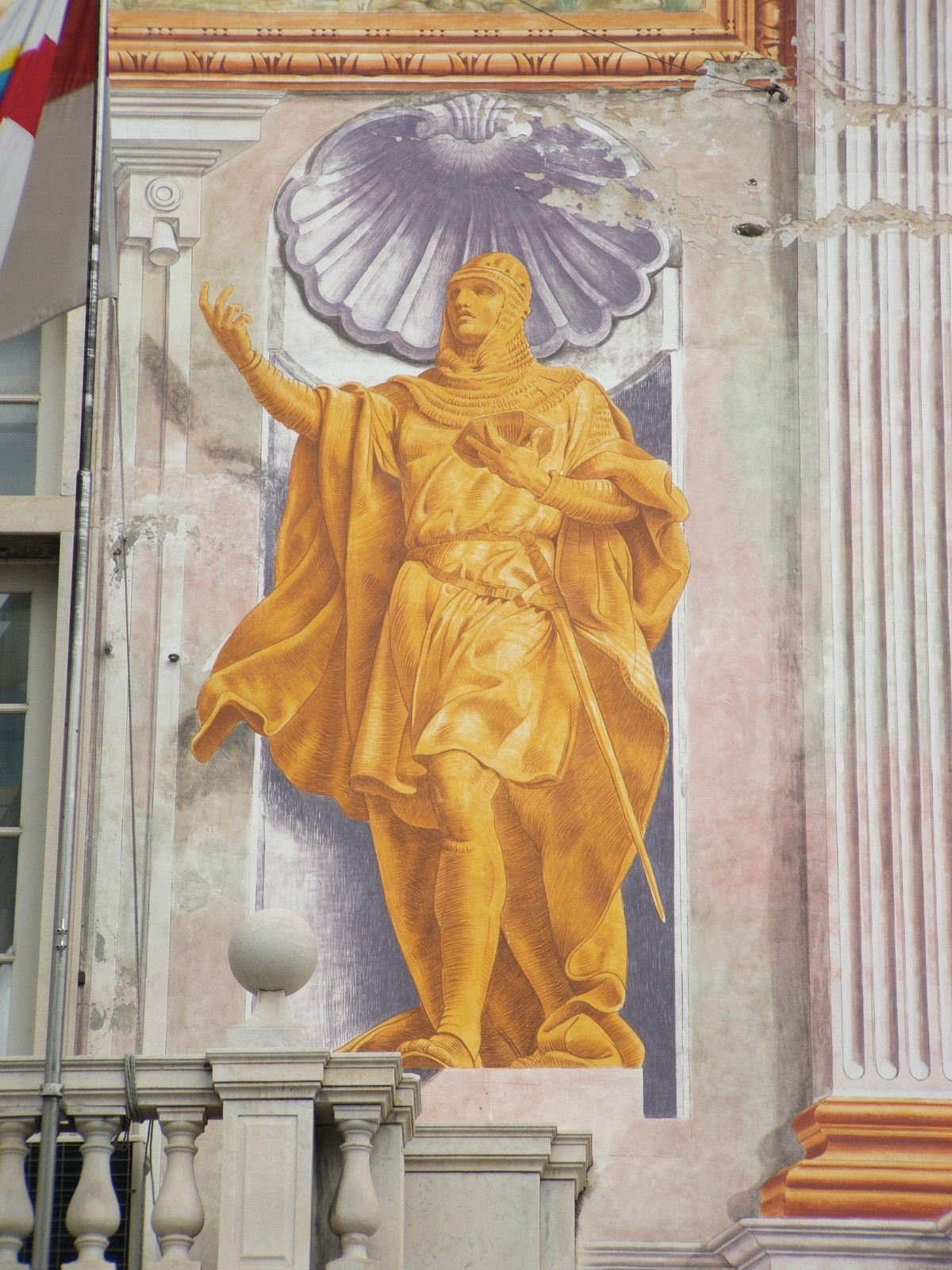
Guglielmo Embriaco detto Testadimaglio

Le prime basi del colonialismo genovese furono poste con le crociate, durante le quali gli interessi, dal limitato orizzonte della riviera, si spostarono a Oriente.
La prima spedizione genovese partì con gli altri crociati europei nel 1097, e con la conquista di Antiochia, i genovesi ottennero una chiesa ed un fondaco, ovvero un quartiere commerciale proprio nella città liberata.
Fu sulla via del ritorno che i crociati liguri trovarono quelle che furono ritenute le ceneri di San Giovanni Battista, che in seguito si affiancò a San Giorgio e San Lorenzo come patrono della città.
Fu determinante l'aiuto offerto dai genovesi per la conquista di numerose città della Terra Santa, prima fra tutte Gerusalemme, dove il capitano e ammiraglio Guglielmo Embriaco giunse con truppe fresche e rifornimenti in un momento di grande sconforto. Consci di essere incalzati dalle truppe nemiche, Guglielmo e suo fratello Primo ordinarono lo smantellamento delle navi, e con il legname al seguito, si diressero verso la città santa.
Ideate e costruite con le navi smontate furono alcune innovative armi d'assedio quali la torre mobile, con la quale Embriaco si arrampicò da solo sulle mura della città, incitando i soldati cristiani a fare altrettanto. Grazie al riutilizzo di un "bolzone", una sorta di ariete sospeso, con il quale gli assediati tentarono di respingere le torri, i crociati poterono raggiungere le mura e da lì irrompere nella città, conquistandola. Addirittura Baldovino, re della Gerusalemme conquistata, succeduto al fratello Goffredo di Buglione, fece incidere sull'architrave della chiesa del Santo Sepolcro la scritta a caratteri d'oro "Præpotens Genuensium præsidium" (potentissimo presidio dei Genovesi); scritta che in seguito fu cancellata per volontà di un successivo re.
Nel 1100 l'Embriaco, assieme all'annalista Caffaro di Rustico da Caschifellone, futuro console e "padre della patria", guidò la terza spedizione ligure in Terrasanta, dove lo stesso Caffaro riferisce un atto di eroismo dell'Embriaco alla presa di Cesarea: rimasto isolato dai suoi uomini per il crollo di una scala a pioli, riuscì secondo la cronaca a catturare un prigioniero e usarlo come ostaggio per garantire l'arrivo dei crociati sulle mura in suo aiuto. Grazie alla presa della città, i genovesi poterono conquistare il Sacro Catino, reliquia tuttora conservata nella cripta della Cattedrale di San Lorenzo, in città.
I più celebri e ricchi possedimenti furono Giaffa (oggi parte di Tel Aviv), Gibello, Cesarea di Antiochia e San Giovanni d'Acri in Terra Santa.

### La crociata di Spagna
Nel 1147, Genova, non partecipando alla seconda crociata in Terrasanta, intervenne invece nella cosiddetta "Crociata di Spagna", processo facente parte della Reconquista, con la quale la dinastia degli Almohadi di religione islamica, vennero cacciati dalla Penisola iberica, Processo, quello della Reconquista, durato comunque assai a lungo, al quale partecipò, passando alla storia (soprattutto letteraria) il celebre El Cid Campeador, che militò nell'una e nell'altra parte, e che fu concluso da Ferdinando II di Aragona. Uno dei Califfi  tentò un'alleanza con Pisa, e Genova per tutta risposta assalì una sua flotta, depredando ben 22 navi. L'impresa iberica venne guidata dal console Caffaro. Assieme ad Oberto della Torre, assediò Minorca. Durante la notte i genovesi furono assaliti dai mori: l'attacco, sventato, favorirà l'ingresso dei liguri in città, dove gli abitanti furono resi schiavi. Caffaro quindi mosse su Almería (1147, vedi Battaglia di Almeria), con il placet del Re di Castiglia che intanto conquistò Cordova. I musulmani di Almería, timorosi di fare la stessa fine di Minorca, offrirono 113.000 marabottini ai genovesi per la pace. Caffaro rifiutò la pace e concesse soltanto una tregua, cosicché i musulmani gli offrirono 25.000 marabottini più la consegna dell'emiro e di altri 8 ostaggi, come anticipo, ottenendo il consenso di Caffaro. Durante la notte l'emiro si diede alla fuga e ai genovesi non restò che attaccare la città il giorno seguente con un assalto alle mura. Il Re di Castiglia chiese ai genovesi di attendere il suo arrivo prima di entrare in città, promettendo di arrivare con tutto il suo esercito. In cambio offrì ai genovesi 2/3 di Almeria per 30 anni, una chiesa ed un fondaco in tutte le città conquistate. Caffaro accettò la proposta del re e levò temporaneamente l'assedio.
I genovesi tornarono con una flotta di quasi 200 navi presso la città, ma i rinforzi del re non si videro, dato che fu inviato solo il Conte di Barcellona con pochi armati. I genovesi, sentitisi traditi, diedero l'assalto in dodicimila alla città e la conquistarono facendo ventimila morti e diecimila prigionieri, senza l'aiuto del Re di Castiglia che arrivò soltanto a conflitto quasi terminato in modo da onorare parzialmente l'accordo. Nel 1149 assieme ai Cavalieri Templari, al Signore di Montpellier, a crociati inglesi e soldati tedeschi e fiamminghi, i genovesi attaccano Tortosa. Gli ingegneri genovesi costruirono un castello mobile circondato da guarnizioni di reti, in modo da reggere l'urto dei proietti di catapulta nemici. I soldati del Conte di Barcellona intanto disertarono per non essere stati pagati. I genovesi, sempre più feroci e scontenti dei loro alleati, ottennero una tregua di 40 giorni dai saraceni: se alla fine di essi da parte saracena non fossero arrivati rinforzi, l'emiro avrebbe ceduto la città. Così accadde, ed anche Tortosa cedette allo stendardo di San Giorgio.
Stretti accordi commerciali con i monarchi spagnoli, i genovesi ottennero fondaci e colonie e consegnarono le città agli spagnoli.
Le imprese di Spagna saranno incise in latino sulle targhe ancora oggi presenti sul cancello della città di Porta Soprana: "Da guerra del mio popolo fu scossa finora l'Africa oltre le regioni dell'Asia da qui tutta la Spagna. Conquistai Almeria e soggiogai Tortosa, sette anni fa questa e otto anni fa quella".

### Genova e il Sacro Romano Impero
Federico Barbarossa segnò senza dubbio la storia italiana: eletto come imperatore del Sacro Romano Impero nella prima metà del XII secolo, reclamò gran parte dell'Italia come dominio imperiale. Convocata la celebre "Dieta di Roncaglia" l'imperatore ricevette tra gli altri delegati anche Caffaro e Ugo della Volta, i quali gli manifestarono l'intenzione della Repubblica a restare indipendente dal dominio imperiale. I liguri avevano già ottenuto da un predecessore dell'imperatore nel 1139 il diritto di battere moneta, sempre tuttavia con effigie imperiale, senza servirsi della zecca di Pavia, il primo passo verso una maggiore indipendenza. Ricevendo dagli italiani parecchie opposizioni, Federico passò alle minacce e sfogò la sua aggressività sul nord-Italia, attaccando città come Asti o Tortona. In principio non intervenne militarmente sulla principale oppositrice, Milano, né tanto meno su Genova, ma giunse infine a Roma dove si fece incoronare, ed elesse un "antipapa". Appurata ancora l'opposizione dei comuni lombardi, attaccò ed espugnò infine Crema e Milano. In quel momento attese un segno di distensione dalla repubblica genovese.
I consoli della repubblica, tra cui Guglielmo Porco e Guglielmo Lusio, ordinarono di rinforzare le mura della città di Genova. La costruzione avvenne in tempi di record e impegnò l'intera cittadinanza. A testimonianza dell'esistenza di quelle mura resta ancora oggi Porta Soprana. Appurata l'inespugnabilità di una città costiera che poteva rifornirsi dal mare, Federico chiese un giuramento di fedeltà da parte della repubblica, al quale i consoli acconsentirono purché non dovessero versare tributo, ed ottennero la pace, la stessa pace che Milano avrebbe dovuto ottenere con la forza a Legnano. In cambio della rottura dell'alleanza con il Regno Normanno di Sicilia, di orientamento guelfo, i genovesi ottennero inoltre dall'imperatore il diritto di eleggere i consoli e amministrare la giustizia senza influenza imperiale. Federico, sconfitto dalla Lega Lombarda, morì infine guadando un fiume durante la terza crociata.
I genovesi ottennero dal Re di Francia un lauto pagamento per il trasporto dei crociati francesi in Terrasanta, dove il Saladino aveva riconquistato Gerusalemme. Riccardo Cuor di Leone rifiutò invece l'offerta genovese, ma si recò lo stesso in città per discutere della strategia di guerra con il monarca francese.
Quella con il Barbarossa non fu l'unica tensione genovese contro la potenza che dominava allora sull'Europa: Federico II, con l'aiuto del fuoriuscito genovese Ansaldo De Mari, tentò di minacciare la città con una flotta da guerra. Anche allora i genovesi risposero con audacia, armando una loro propria flotta in tempi rapidissimi e costringendo quella imperiale a ripiegare. La morte dell'Imperatore impedì che il conflitto proseguisse.
Tale era comunque la potenza genovese sul Mediterraneo che una leggenda successiva volle che proprio dalle navi genovesi gli Inglesi traessero la loro bandiera, usata - afferma tale leggenda - dai convogli di Sua Maestà per navigare in sicurezza.
La concorrenza di Pisa e Venezia, nonché la rivincita musulmana sugli stati crociati sotto Saladino, posero termine ai domini in Medio Oriente e alle vivaci e ricchissime colonie là create dai Genovesi.

### Fine del governo consolare e inizio di quello potestale
Con dure lotte, specialmente contro i Malaspina, i genovesi presero finalmente pieno controllo della Liguria, lasciando solo poche zone franche come Noli. 
Savona in quest'epoca iniziò a crescere come città e a fare concorrenza alla Superba. Tutto questo passò presto in secondo piano, poiché Genova piombò in guerra civile, che era stata evitata per molti anni. La formazione delle “rasse”, (fazioni gentilizie clientelari) e le rivalità tra i feudatari fuori città portarono allo sfascio.
Per un problema di precedenze, si innescò uno scontro armato tra i sostenitori di Fulcone di Castello e quelli di Rolando Avvocato. Il figlio di quest'ultimo rimase ucciso. Il conflitto tra le due casate coinvolse diverse famiglie, tra le quali i Della Volta, parenti di Fulcone, che chiamarono duecento scherani (cioè assassini prezzolati) in città. Era diventato altresì impossibile chiamare il parlamento a consiglio per paura di risse, e, nelle spedizioni militari in Liguria, una fazione spesso abbandonava il campo se v'erano esponenti dell'altra presenti. I consoli erano disperati. Nel 1163 crearono un nuovo Corpo di Polizia affinché facesse piazza pulita di chi si desse ad atti di banditismo per qualsivoglia fazione: come pena v'era l'impiccagione, l'ammenda o il taglio di mani o piedi. In città però continuavano i tumulti e i consoli vararono una legge per cui tutti i cittadini avrebbero dovuto giurare la pace, dopo una sfida a duello fra i due capi fazione, qualsiasi fosse l'esito. I due capi fazione non poterono rifiutarsi e una mattina le campane della Cattedrale di San Lorenzo suonarono per dare inizio al duello. Tutta la città rimase in silenzio, mentre Rolando e Fulcone in armatura si avvicinarono all'arcivescovo Ugone della Volta, il quale tentò di mediare per l'ultima volta i loro dissidi. Rolando pianse ricordando affettuosamente il figlio morto fino a gettarsi a terra. E dicendo di non volere essere responsabile di altre morti che certamente avrebbero seguito le loro, invocò la pace. Lo stesso fece Fulcone, aspettando l'approvazione, che arrivò, del suo capofamiglia. E a Genova per nove anni vi fu la pace.
Nel 1191 le risse si erano riaccese a Genova; per ovviare a ciò, si decise di abolire i consoli eletti localmente tra i maggiorenti della città, e di nominare un Podestà, chiamandolo da una città esterna, in modo che potesse essere imparziale. Sarebbe stato affiancato da un Consiglio Maggiore o Senato, dai consiglieri del Magistrato degli Otto e dal Consiglio Minore. Purtroppo alla nomina di Manegoldo del Tettuccio, primo podestà, i figli dello stesso Fulcone di Castello, irruppero nel luogo della cerimonia del passaggio di consegne tra consoli e podestà, e uccisero l'ex-console Lanfranco Pevere, colpevole a loro detta di avere favorito la fazione degli Avvocato. I “folchini” scapparono a Piacenza, e Manegoldo fece radere al suolo il loro palazzo per punizione. Fino al 1270 le lotte tra casate continuarono tra precari periodi di pace, ed in esse può essere individuata la relativa debolezza della Repubblica.

## Seconda epoca aurea: la vittoria su Pisa e il dominio politico su Bisanzio

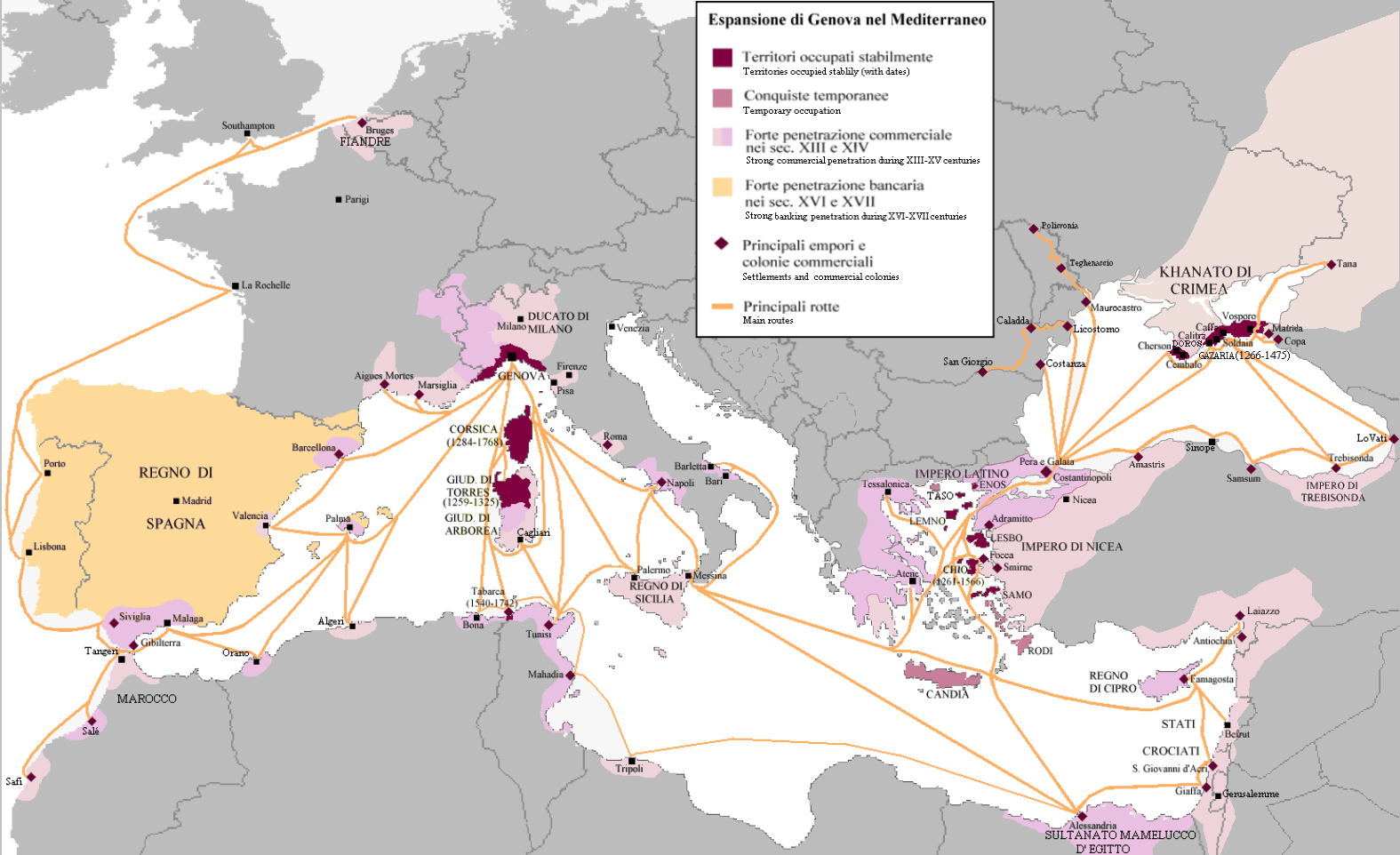
L'espansione di Genova nel Mar Mediterraneo

### La fondazione delle Colonie
Seguì alla fortunata epopea mediorientale la fondazione delle basi genovesi nel Mediterraneo centrale e orientale, nonché nel Mar Nero.
Aigues Mortes, principale porto francese, era di fatto proprietà di Guglielmo Boccanegra, nonno del più celebre Simone e grande amico del re Luigi IX il Santo: egli affidò al genovese la fortificazione della città, opera che tutt'oggi si può ammirare nella sua bellezza ed imponenza. Nelle isole spagnole sottratte agli Arabi e nella Spagna continentale i genovesi strutturarono un commercio secolare, con basi nelle grandi città riconquistate dai legittimi proprietari spagnoli.

### I Capitani del Popolo e le guerre contro Pisa e Venezia
I dissidi interni, vera rovina della Repubblica, non cessarono nemmeno dopo la fortunata epopea mediorientale. L'istituzione di un "Capitano del Popolo" (prima in veste singola, poi duale), Guglielmo Boccanegra, di famiglia mercantile, non bastò a sanare le lotte tra le nuove famiglie borghesi emergenti e le vecchie casate nobiliari.
Le lotte tra guelfi e ghibellini, che nella Repubblica presero il nome rispettivamente di "rampini" e "mascherati", progredirono fino al 1270, anno in cui Oberto Doria e Oberto Spinola, a seguito di un'insurrezione ghibellina, divennero di fatto "diarchi" e riuscirono a governare la città per circa 20 anni, in pace. Il pretesto per la rivolta venne dopo la sfortunata ottava crociata in cui, a seguito di un'epidemia, trovò la morte Luigi IX di Francia, il quale era giunto in Nordafrica partendo da Aigues Mortes su navi liguri. Carlo d'Angiò, suo fratello minore e Re di Sicilia, da un decennio lottava per stabilire la supremazia guelfa - e la propria - in Italia. Morto il re di Francia, prese le redini della crociata, il cui obiettivo fu Tunisi invece della Terrasanta. Carlo fece rapidamente la pace con l'emiro per proseguire il suo piano di aggredire Costantinopoli e ripristinare l'Impero Latino, al quale era unito da legami matrimoniali tramite suo figlio e la figlia dell'Imperatore Baldovino II (spodestato dall'ortodosso Michele Paleologo con il supporto genovese). Questa minaccia all'antico alleato bizantino, oltre alla crescente supremazia guelfa in italia, alla disfatta della crociata effettuata con navi genovesi e al tentativo di imporre su Ventimiglia un podestà anch'egli guelfo, furono le cause dell'insurrezione ghibellina.
All'insediamento dei diarchi e all'istituzione di un "abate del popolo" in affiancamento ai due Capitani, con funzione di rappresentante della borghesia e dei ceti popolari, seguì l'espulsione della nobiltà guelfa cittadina, guidata tradizionalmente dalle casate Grimaldi e Fieschi. I primi si rifugiarono nel ponente ligure, mentre i Fieschi trovarono riparo nei loro feudi dello spezzino. I Doria e gli Spinola condussero con successo campagne militari contro ambedue le casate guelfe e ripristinarono l'ordine nella Repubblica.
Una seconda diarchia Doria-Spinola avvenne negli ultimi anni del XIII secolo, prima di lasciar posto nuovamente alla figura del podestà.
La lotta con Pisa, vera potenza navale del Mediterraneo, si era protratta da circa due secoli, con vittorie da ambo le parti, guerra di corsa ed ogni sorta di manovra ed alleanza volta ad eliminare l'avversario. Nel 1238 grazie all'insoddisfazione di Genova per la politica di Federico II, papa Gregorio IX riuscì a formare un'alleanza che vedeva Genova e Venezia unite contro chi disobbediva al papato, vale a dire l'Imperatore e con esso Pisa. L'anno dopo procedette a scomunicare Federico II e indisse poi per il 1241 un concilio antimperiale da tenersi a Roma. Il precedente accordo con Genova ebbe modo di concretizzarsi con la scorta che la città ligure concesse per il trasporto dei prelati dell'Italia del Nord e della Francia verso la città eterna. Dopo aver cercato inutilmente di impedire la partenza attaccando Genova via terra e conquistando Lerici, una flotta pisana a cui si unì una flotta imperiale proveniente dalla Sicilia e guidata da Enzo, figlio di Federico II, affrontò la scorta. La battaglia si svolse il 3 maggio 1241 presso l'isola del Giglio (Battaglia dell'Isola del Giglio) e si concluse con una pesante sconfitta per Genova che le costò la cattura di 25 galee e di alcune migliaia di prigionieri, tra i quali due cardinali e vari vescovi. I prelati furono successivamente liberati, ma conseguenza della loro cattura fu il fallimento del Concilio, che non ebbe luogo, e la scomunica della città di Pisa, accompagnata dalla revoca dei privilegi ecclesiastici concessi in passato. Tale scomunica venne a sua volta revocata solo nel 1257. La città toscana cercò comunque di sfruttare il momento favorevole conquistando la città corsa di Aleria e, nel 1243, addirittura cingendo Genova d'assedio, se pur inutilmente.
Genova si riprese tuttavia abbastanza velocemente e nel 1256 riuscì a riconquistare Lerici e l'occasione della vittoria finale avvenne nel 1284 dopo la Battaglia della Meloria.
Pochi anni dopo, i genovesi, in seguito al mancato rispetto degli accordi di pace da parte pisana, distrussero ed interrarono Porto Pisano, costringendo la repubblica toscana ad abbandonare ogni espansione marittima, e Genova pose gli artigli su tutta la Corsica e sul Logudoro nel Nord della Sardegna.
Archiviato un nemico, Genova dovette scontrarsi con un avversario ugualmente potente: la Repubblica di Venezia. Il sostegno genovese all'Impero Bizantino andò di contro con il saccheggio di Bisanzio da parte dei crociati nel 1204, guidato dai veneziani, durante la Quarta crociata.
Dopo dure sconfitte da parte genovese nella guerra di San Saba e nel conflitto combattuto assieme all'alleato bizantino, i genovesi ebbero la loro rinvincita: nel 1298, alla Battaglia di Curzola, i liguri vennero allo scontro diretto e distrussero buona parte della flotta di Venezia. La lotta tra le due repubbliche culminerà nella guerra di Chioggia, senza che nessuna delle due potenze navali prevalesse sull'altra: i genovesi furono respinti dal Veneto, e dalla "Pace di Torino" non vennero mai più significativamente in conflitto.
Proprio in questi anni, inoltre, nasce la letteratura genovese vera e propria, con le poesie dell'Anonimo Genovese, alias Lucheto.

### I rapporti con Bisanzio
Un altro importante episodio bellico avvenuto nel 1261 schiuse ai genovesi le porte del Mar Nero e dell'Egeo, in seguito al trattato di Ninfeo stipulato con l'imperatore bizantino Michele VIII Paleologo che prevedeva un intervento navale genovese nelle acque di Costantinopoli per ripristinare il legittimo imperatore. Questi, infatti, era in esilio a causa della IV crociata condotta dai veneziani nel 1204, il cui scopo era stato la conquista dell'impero d'Oriente per controllarne così i commerci.
Il comune ottenne immensi privilegi oltre al monopolio degli stretti, indispensabile per controllare i commerci nel Mar Nero: il bacino fu infatti definito "lago genovese". Le opere realizzate dagli uomini della Superba (o Dominante come era definita allora Genova) su quelle coste furono così tante che in epoche recenti vennero spesso attribuite a loro anche opere realizzate dopo il periodo del dominio genovese. La presenza ligure in quel periodo arrivava fino ai più estremi confini orientali, lambendo perfino Iran e Iraq.
Poterono così fiorire e crescere oltre alle colonie di Famagosta e dell'isola di Cipro, il quartiere di Galata ad Istanbul, nel quale si conserva ancora la torre del Cristo, ultimo baluardo della cristianità contro l'invasione turca, i possedimenti come Trebisonda, Sebastopoli, Teodosia (Caffa), Belgorod nel Mar Nero, le isole di Lesvos, Chio, Creta e Rodi nel Mar Egeo, Smirne, Efeso e Focea (che garantiva il monopolio sull'allume) sulle coste della Turchia.

### Il cambio di ordinamento politico del '300: dal Podestà al Doge
Le lotte intestine non cessarono nemmeno dopo i successi navali del XIII secolo. I troppi interessi economici in gioco, costrinsero ulteriormente il governo della città ad abbandonare le figure istituzionali precedentemente adottate, dai consoli in poi. Dopo ben cinque diarchie Doria-Spinola (ghibelline) e una Fieschi-Grimaldi (guelfa), intervallate da diverse forme di governo, fu così creata la carica di Doge, similmente a quello che già accadeva a Venezia. Simone Boccanegra, eletto nel 1339 (e a cui Giuseppe Verdi dedicò un'opera secoli più tardi), tentò di estromettere i nobili e coloro che erano coinvolti in lotte plurisecolari, dal governo cittadino. Pagò la sua politica prima con le dimissioni spontanee e successivamente con la vita durante il suo secondo dogato, quando fu assassinato. Dal dogato a vita, si passò infine alla carica di dogi biennali. Questa fu l'ultima figura politica dominante della Repubblica, se si escludono gli otto "Capitani di Libertà" nel XV secolo e quelle introdotte durante le signorie straniere dei secoli a venire.

### Il primo declino del Quattrocento e la Caduta di Costantinopoli

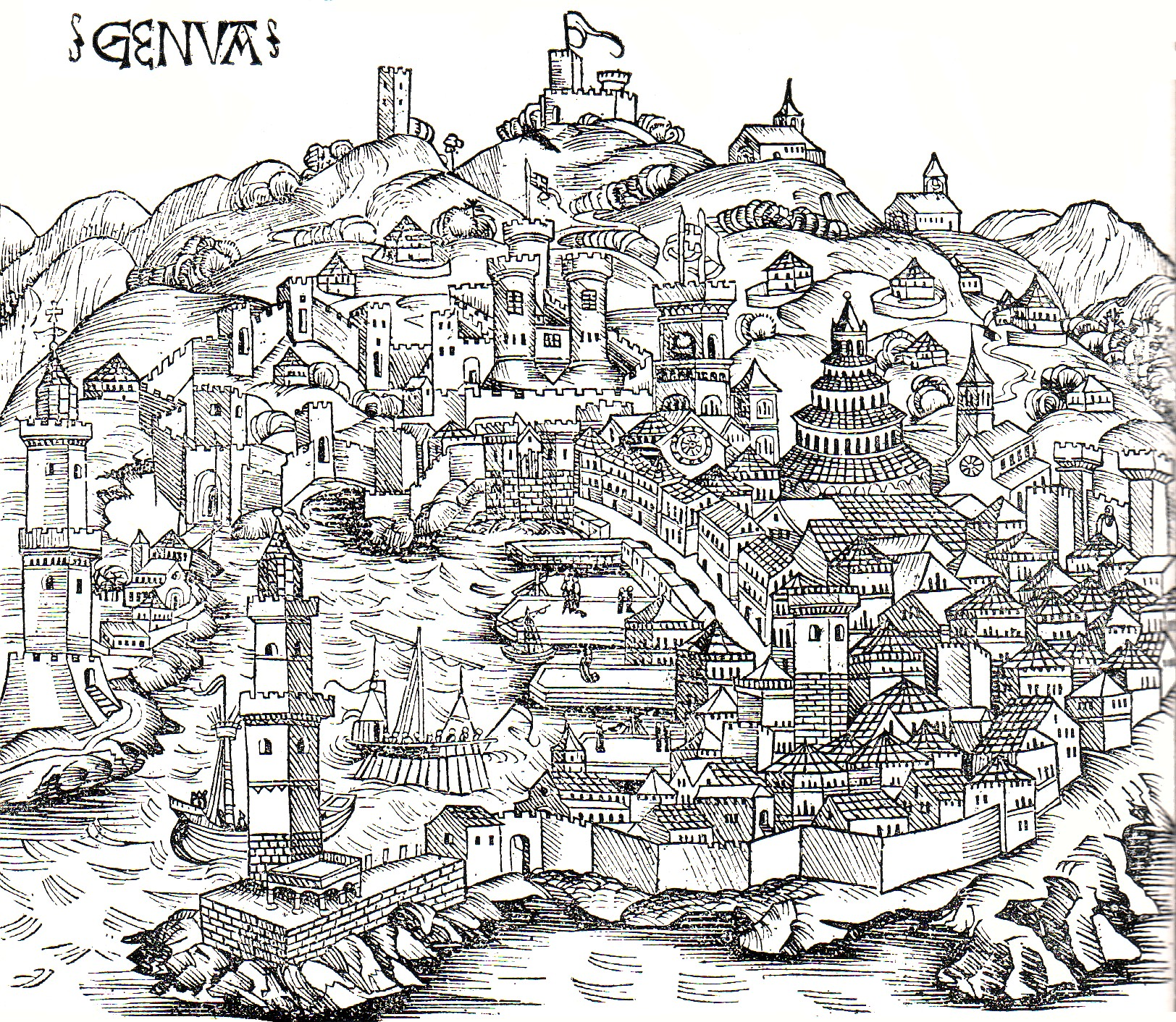
Genova in una xilografia di Hertmann Schedel dalla "Cronica di Norimberga" del 1493

Un secolo di congiure, lotte interne e dominazioni straniere fiaccarono la Repubblica, che seppe però generare il primo istituto di credito moderno al mondo, il Banco di San Giorgio, al quale venivano spesso affidati i domini d'oltremare e che divenne, in pratica, uno Stato nello Stato, anzi il vero Stato dal quale Genova sarebbe risorta.
Il dominio sulla Sardegna, ottenuto dopo la sconfitta di Pisa, cessò per l'invasione dell'isola da parte del Regno di Aragona, nel XIV secolo.
Durante il 400 Genova fu soggetta per tre volte al dominio francese: la prima volta dal 1396 al 1406, in cui Carlo VI di Francia mise Jean Le Meingre detto Boucicault come suo governatore. Fu proprio sotto l'egemonia francese che nacque il Banco di San Giorgio, dove si univano coloro che avevano prestato denaro allo Stato e potevano ricevere quindi indietro titoli di governo delle colonie, e proventi delle entrate pubbliche. Il Banco di San Giorgio, fu detto varie volte, rappresentò per secoli il vero centro di stabilità della Repubblica. Esso derivò dal sistema delle "Compere", ovvero l'acquisizione di proventi statali dopo prestiti che il governo richiedeva alle famiglie nobiliari e mercantili. Questo sistema fu molto simile a quello delle moderne "Società per Azioni", ma senza un'organizzazione centrale, fu difficile mantenere un bilancio e quindi un debito pubblico stabile, perciò nacque questa istituzione.
Il secondo dominio francese avvenne verso il 1460, ma non fu l'unico dominio straniero.
Alternatamente ai francesi, vi furono i milanesi (prima i Visconti tra il 1353 ed il 1356 e tra il 1421 ed il 1436, poi gli Sforza dal 1464 al 1499 con alterne vicende) e il marchese di Monferrato Teodoro II tra il 1409 e il 1413 che riuscirono a governare la città.
La conquista turca di Costantinopoli diede un altro scrollone alla politica estera della Superba. Nel 1453 la capitale dell'Impero Bizantino, ormai ridotto ad un fazzoletto di terra, cadde sotto le forze del nascente Impero ottomano. Il contingente genovese della colonia di Galata ebbe un certo ruolo nella disperata difesa della città. Giovanni Giustiniani Longo, comandante dei genovesi, lottò assieme all'Imperatore stesso e fu infine ferito a morte. Molte colonie genovesi, dopo la sconfitta Bizantina, reggevano sotto la guida di consorzi di creditori della Repubblica chiamati Maone e sarebbero andati avanti per circa altri due secoli. Gli interessi di Genova però erano destinati a cambiare e la svolta definitiva la diede Andrea Doria con la sua politica filoimperiale e filospagnola.
Un terzo dominio francese si ebbe infine alla fine del quattrocento. Nel secolo successivo Genova verrà coinvolta nel conflitto tra Francia da una parte e Spagna e Impero dall'altra

## Dominio economico sull'Impero asburgico: il secolo dei genovesi

### Ianuensis ergo mercator: mercanti ed esploratori liguri
L'epopea coloniale genovese si manifestò comunque nei secoli anche attraverso le esplorazioni, eseguite per conto della repubblica o spesso per altri sovrani, fu così che i fratelli Vivaldi si avventurarono nel 1291 a sud delle colonne d'Ercole e non fecero più ritorno, Lanzerotto Malocello scoprì le Canarie (1310-1339 ca), Antonio de Noli le isole di Capo Verde (1460-1462) e Antonio Malfante attraversò per primo il Sahara nel XV secolo, il più celebre fu poi Cristoforo Colombo, genovese che partendo dalla Spagna, scoprì il "nuevo mundo" come lui stesso ad un certo punto lo definì.
Con il cambiare dell'assetto geopolitico nel Mediterraneo, gli interessi dei genovesi si spostarono e materializzarono con basi e possedimenti nel settore occidentale del Mediterraneo, l'antico Mare Nostrum, e in Europa (ove comunque operavano già da tempo), come a Marsiglia (subentrata ad Aigues Mortes), Barcellona, Siviglia. Dopo la scoperta dell'America si diceva:
Gibilterra era popolata in gran parte da genovesi (ancor oggi l'elenco telefonico presenta numerosi cognomi genovesi), a Tabarka loro colonie continuarono a operare, così come al largo delle coste della Tunisia e i convogli della Repubblica continuarono e potenziarono i loro collegamenti con gli Stati del Nord Europa.

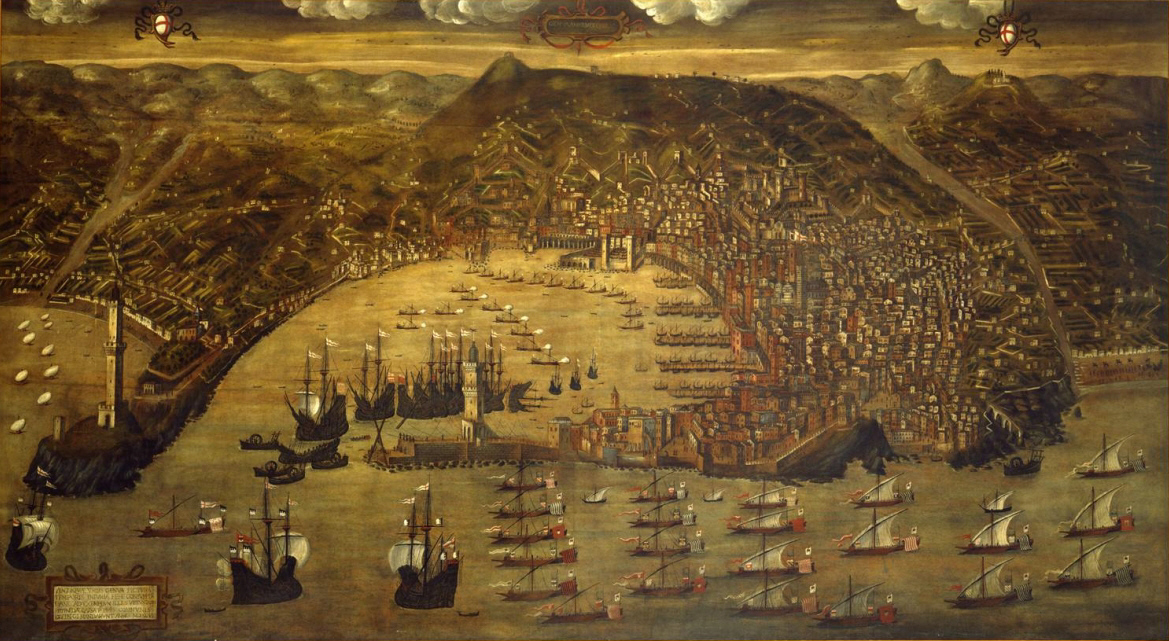
Genova nel XVI secolo - Cristofaro Grasso

In Sicilia e nel sud Italia molti genovesi finanziatori della corona spagnola ricevevano feudi in pegno o come risarcimento, ne sono esempio Lercara Friddi (della famiglia Lercari) o il ducato di Tursi ed il principato di Melfi, dei Doria.
Perfino a Roma il porto di Ripa Grande era gestito dai genovesi, con un rione (Trastevere) interamente occupato dai marinai liguri per i quali fu costruito anche un ricovero, gestito dalla Confraternita di San Giovanni Battista dei Genovesi oppure dove famiglie come i Doria o i Giustiniani decisero di stabilire le proprie dimore; Matteo e Vincenzo Giustiniani erano due fratelli che grazie al loro mecenatismo divennero i più grandi collezionisti di Roma, il loro palazzo è oggi sede del Senato della Repubblica.
Ancora oggi a Milano si trovano palazzo Spinola e Palazzo Marino, sede del comune: entrambi sono intitolati a famiglie genovesi. Nel Nord Europa vennero poste basi finanziarie e commerciali in tutte le sedi delle principali fiere e in alcune città della lega anseatica, a Bruges esiste ancora oggi la "Genoese Lodge".

### La svolta di Andrea Doria
Nel 1505, il tintore Paolo da Novi, in seguito eletto doge, guidò una rivolta per liberare la città dal dominio francese. In seguito alla riconquista transalpina della città, fu tuttavia destituito e giustiziato.
Nel XVI secolo, Genova come del resto gran parte dell'Europa, era contesa sotto le mire dell'Imperatore Carlo V e di Francesco I di Francia. La città si trovò ben presto occupata da forze dell'una e dell'altra fazione, e le famiglie genovesi, da secoli impegnate in scontri l'une contro le altre, si schierarono di conseguenza contribuendo a lotte e congiure.
Dal caos di questo periodo uscì la figura di Andrea Doria, maggiore responsabile della rinascita della città. Dopo la partecipazione all'impresa della Briglia, nel quale al contingente francese insediato nella fortezza omonima, posta sotto la Lanterna, venne impedito l'arrivo di rifornimenti via mare, Andrea Doria divenne capitano di mare, e si schierò dapprima al comando dei francesi che combatté in gioventù, e in seguito della flotta pontificia, contro Carlo V. Dopo il sacco di Roma da parte dei Lanzichenecchi di Georg Von Frundsberg, al quale vanamente si oppose anche Giovanni dalle Bande Nere, i risultati navali del Doria furono resi vani. Il Doria collaborò dunque di nuovo con i francesi per liberare Genova, stavolta sotto forze spagnole e imperiali (si ricordi che Carlo V, per discendenza era sia Re di Spagna che Imperatore del Sacro Romano Impero), ma allo scadere del contratto, passò dalla parte Asburgica. Questo gesto, che alcuni considerarono un tradimento, fu in realtà perfettamente lecito, in quanto il contratto del Doria era legalmente scaduto, e inoltre Genova era saldamente in mano francese, essendo passata da un tiranno all'altro. Per di più il monarca francese non intendeva rispettare alcuni patti presi prima della liberazione della città, come la cessione di Savona alla Repubblica. Questi motivi spinsero il Doria a unirsi alle forze Asburgiche. Carlo V promise ai genovesi la restaurazione della Repubblica, e nel 1528 Genova tornò indipendente e sovrana.

### La rinascita della Repubblica
Il Doria rifiutò la Signoria della città, preferendo lasciare ad alcuni "Riformatori" la stesura di una nuova costituzione. Savona fu la prima vittima della rinata Repubblica: il suo porto fu distrutto ed interrato, ed i genovesi provvidero a potenziare la fortezza del Priamar per dominare la città, che non si riprese più.
La Compagna Communis cessò di esistere e fu istituita la Repubblica di Genova con questo nome; furono resi ancora più importanti gli "Alberghi", liste di "iscrizione" alla nobiltà della Città, riconosciute dal governo.

### I pirati sul mare e la Congiura dei Fieschi
La Repubblica dovette presto affrontare altre minacce dal mare: i pirati barbareschi di Ariadeno Barbarossa e di Dragut, provenienti dal Nord Africa e dal Medio Oriente.
Nel 1547 tuttavia i Fieschi, principali avversari dei Doria, ordirono una congiura che fallì miseramente, costando alla famiglia la perdita di territori e possedimenti. Nella congiura fu ucciso anche Giannettino Doria, parente molto amato di Andrea, la cui vendetta contro la famiglia Fieschi fu implacabile.
Andrea Doria morì nel 1560 all'età di 94 anni, lasciando la sua eredità al nipote Gianandrea Doria, che fu ammiraglio della flotta genovese alla Battaglia di Lepanto del 1571.

### El Siglo de los genoveses
Con l'appoggio dell'Imperatore, che si rivelò un alleato ben più fedele del Re di Francia (soprattutto per via dei numerosi interessi economici che l'Impero di Carlo V contrasse con la Repubblica), i Genovesi poterono riacquistare parte dello splendore perduto durante il Quattrocento e la prima metà del Cinquecento.
A partire dalla riconquista del Doria, il periodo di circa cento anni che seguì infatti fu detto El Siglo de los genoveses, appunto "Il Secolo dei genovesi"; in questi anni la città divenne ricca come solo era stata all'epoca delle crociate.
Il destino della Repubblica si intrecciò inesorabilmente con quello spagnolo: gli iberici infatti richiedevano prestiti dai genovesi per finanziare i loro commerci e le campagne militari. Se questa opportunità fornì nuova linfa e ricchezza a Genova, ne provocò anche il declino a partire dalla metà del XVII secolo.

## I difficili tempi del Sei e Settecento

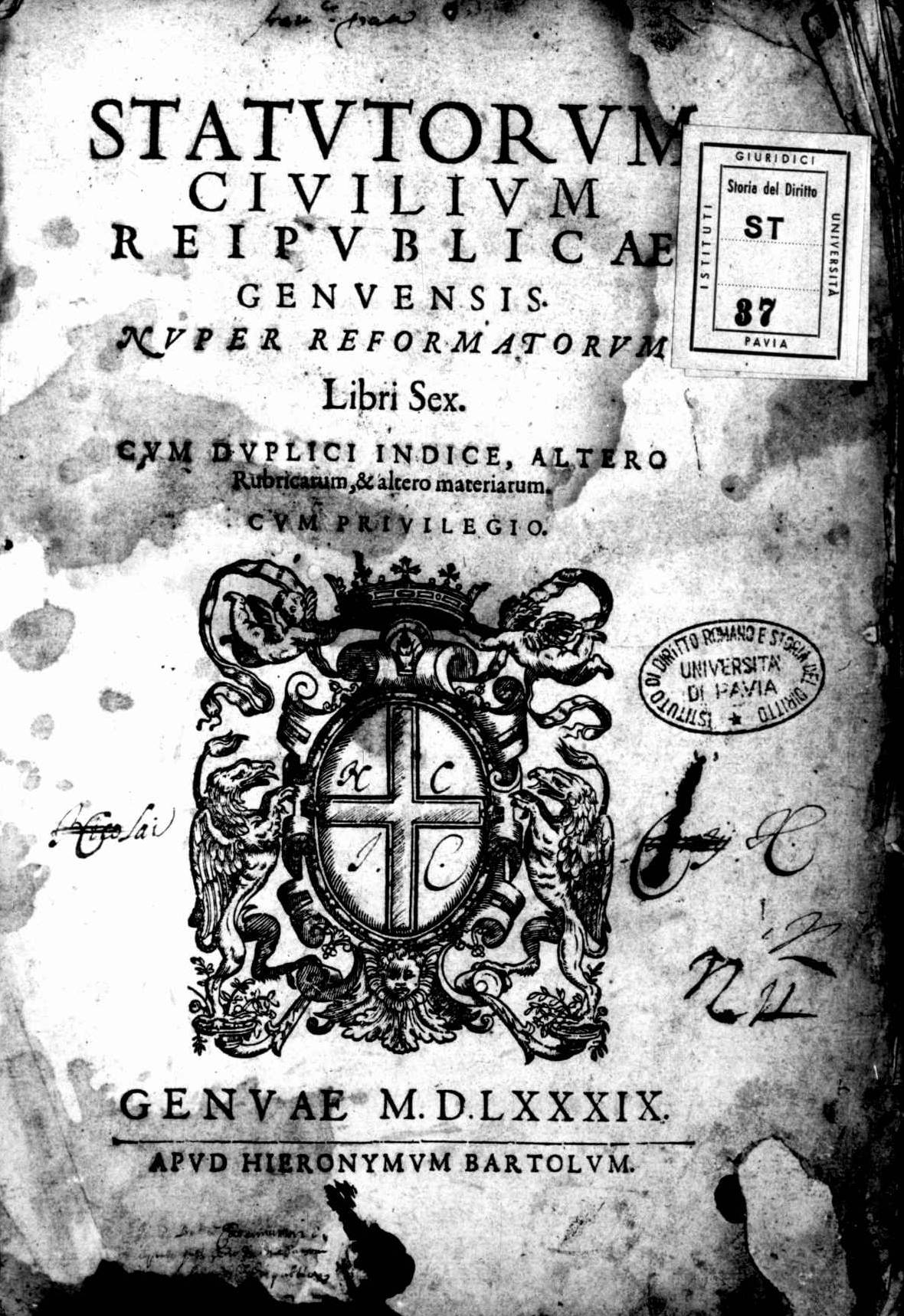
Gli statuti civili della Repubblica di Genova (Statuta civiles Reipublicae Genuensis), 1589

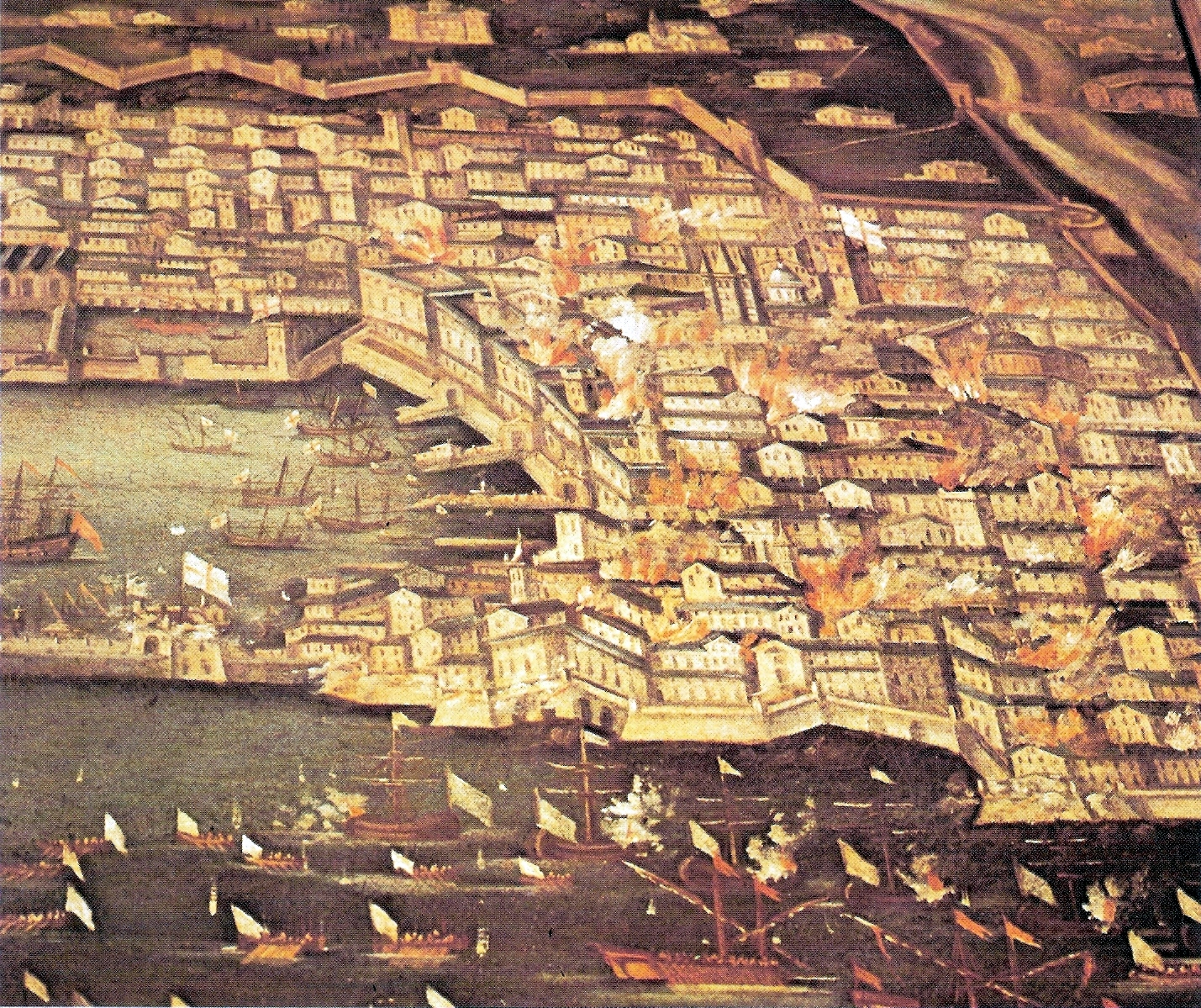
Il bombardamento della flotta francese nel 1684

### Gli ultimi splendori
Nel 1580 la Repubblica viene definita "Serenissima" dall'Imperatore, al pari di Venezia. È l'apogeo di Genova, che da questo punto in poi dovrà affrontare sfide sempre più impegnative. È in questo periodo che inizia la costruzione di Palazzo Ducale ancora oggi monumento importante della città.
Con l'impoverimento della Spagna, che spesso ritarderà i pagamenti verso Genova, si compie inevitabilmente il secondo declino della Repubblica, declino dal quale essa non riuscirà più ad emergere con il medesimo splendore, sebbene la Repubblica seppe resistere ancora due secoli.

### L'inizio del declino
Approfittando del graduale impoverimento della Repubblica, che seppe trovare nel Banco di San Giorgio forse l'unica stabilità, i Savoia attaccarono la Repubblica per due volte con scarsi risultati. Non mancarono figure genovesi che tentarono di aiutare i piemontesi, come Giulio Cesare Vachero, autore di una congiura sventata.
Due eventi importanti interessano la città nel Seicento: la grande peste del 1656/1657 e il bombardamento di Genova da parte della flotta di Luigi XIV nel 1684.
Quest'ultimo evento riporterà nuovamente Genova sotto l'influenza francese. Sulla città vengono riversate migliaia di bombe (almeno 8.000 colpirono la città), e solo l'esaurimento delle munizioni sancirà la fine di questo attacco. Il doge Francesco Maria Imperiale Lercari dovette recarsi a Versailles seppur con gli onori riservati ad un capo di Stato, a chiedere personalmente il cessate il fuoco adducendo le scuse della Repubblica, rea di avere condotto una politica antifrancese.

### Il Settecento e la fine della Repubblica

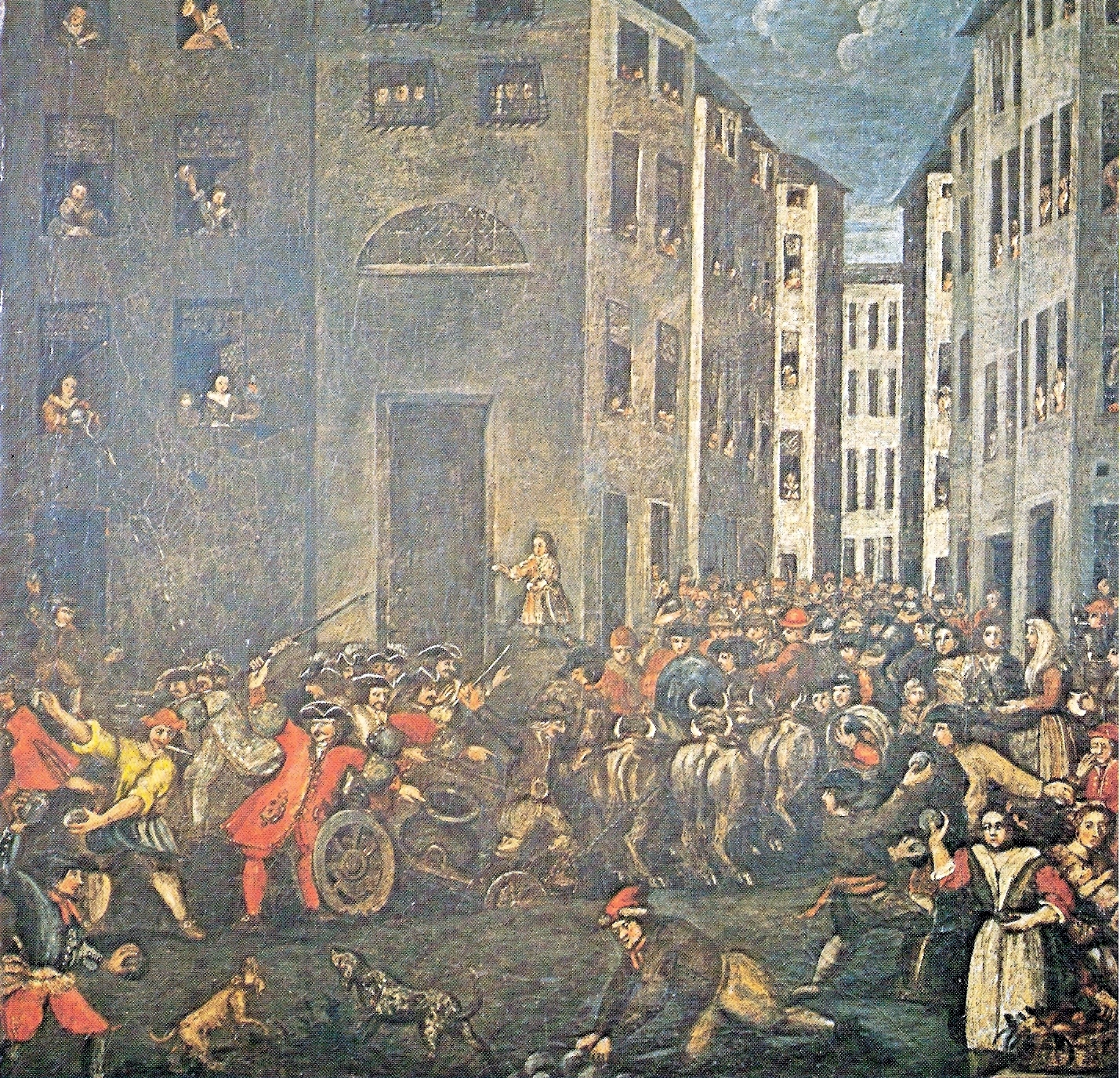
La rivolta contro gli austriaci del 1746 in una tela di Giuseppe Comotto. Al centro è raffigurato il Balilla

La situazione non migliorò nel secolo successivo: le frequenti ribellioni in Corsica costrinsero il Banco di San Giorgio, amministratore dell'isola, a "venderla" alla Francia nel 1768.
Ben prima Genova ebbe a che fare con l'Impero Austriaco, all'incirca a metà del secolo. Nel 1746 la città venne occupata dalle truppe Austriache, che furono scacciate dopo un'insurrezione popolare iniziata da Giovan Battista Perasso detto "Balilla".
Con l'avvento della Rivoluzione francese, Genova mantenne una certa neutralità rispetto al governo rivoluzionario, ma nel 1797 essa si alleò con Napoleone Bonaparte. Fu proprio l'imperatore francese, nell'ambito del riordino politico di tutto il continente sotto l'orbita francese, a decretare la fine della Repubblica di Genova, sostituendola con la Repubblica Ligure. Le truppe della coalizione antifrancese assediarono perciò Genova nel 1800, e la difesa della città fu affidata al generale Andrea Massena, sotto il cui comando combatté anche Ugo Foscolo. Inglesi e austriaci entrarono in città, ma giorni più tardi furono nuovamente respinti dalle forze napoleoniche.
Nel 1805 la Repubblica Ligure viene inclusa nell'Impero francese. Durante l'occupazione francese, diverse opere d'arte presero la via della Francia a causa delle spoliazioni napoleoniche. Secondo il catalogo pubblicato nel Bulletin de la Société de l'art français del 1936, delle 9 opere d'arte provenienti da Genova ed inviate in Francia, solo 6 fecero ritorno in Italia dopo il Congresso di Vienna. In occasione del rimpatrio del Martirio di santo Stefano di Giulio Romano alla città di Genova, Vivant Denon, direttore del Louvre, sostenne che l'opera era stata "offerta in omaggio al governo francese dal consiglio comunale di Genova" e che il trasporto avrebbe messo a rischio la fragilità dell'opera, ben sapendo che l'opera era stata sostanzialmente confiscata come tributo culturale e dando contestualmente ordine al ministero degli interni francese di bloccare alla dogana l'opera senza menzionarne né la fragilità né criticare la legittimità delle istanze piemontesi. Poi, a seguito delle sconfitte di Napoleone del 1814-1815 e l'assedio del 1814 da parte degli anglo-siculi, il Congresso di Vienna stabilì, senza aver fatto votare alcun plebiscito e contro la netta decisione della Repubblica, l'annessione dell'intera regione ligure al Regno di Sardegna sotto Casa Savoia, trasformandola nel Ducato di Genova. Il titolo ducale fu detenuto dai re Vittorio Emanuele I, Carlo Felice, Carlo Alberto e Vittorio Emanuele II, primo Re d'Italia nel 1861.
Da questo momento in poi i destini di Genova e della regione saranno legati a quelli del Piemonte prima e dell'Italia poi.

## L'Ottocento tra carbonari e l'Unità d'Italia

### Il "sacco di Genova" del 1849
Nella primavera del 1849, l'emozione per la sconfitta di Novara e il rifiuto di accettare la capitolazione, sfociarono nell'insurrezione del 1 aprile all'Acquaverde e nella successiva resistenza alle truppe governative del generale La Marmora, che per vincerla bombardò la città, incontrando però la resistenza della Guardia Nazionale e dei volontari genovesi, portuali, artigiani, studenti, giovani possidenti, nonché di molti francesi e polacchi, con perdite stimate a 150 da ambo le parti.
Il Generale Avezzana, piemontese di Chieri con doppia cittadinanza sarda e newyorkese, ebbe l'aiuto dei marinai armati di una nave da guerra USA, mentre La Marmora utilizzò una nave inglese per sbarcare al Molo e disperdere i difensori. La resistenza continuò fino al 6 aprile, rafforzata da un contingente giunto da Roma e guidato da Mameli e Bixio. Concordata una tregua dal Municipio, il grosso dei resistenti genovesi lombardi ed esteri riparò a Roma combattendo in difesa della Repubblica Romana e riparando a Marsiglia o in Nordamerica, molti a Genova, ma esclusi dodici dall'amnistia che furono poi condannati a morte in contumacia e restarono esuli fino al 1858. L'abominio anche giuridico dell'"amnistia generale tranne dodici" fu voluto dal nuovo re Vittorio Emanuele II in accordo con Alfonso La Marmora (da non confondersi col fratello Alessandro, creatore dei Bersaglieri e morto poi in Crimea dopo avere sposato una genovese).
I genovesi del quartiere di San Teodoro investito dalla soldataglia aizzata da La Marmora, alla violenta repressione inflissero danni e umiliazioni inaudite alla popolazione, con alcune uccisioni, stupri, anche di una dodicenne, e avanzata verso le barricate con grida di sterminio, "I Genovesi essere tutti Balilla, non meritare pietà (dal resoconto di Federico Alizeri, pubblicato nel secondo dopoguerra). Non minore odio si rivolse verso i Lombardi e i Polacchi della prima linea fatti prigionieri e passati per le armi senza pietà. Ciò portò in reazione alla cattura e linciaggio di un ufficiale dei Carabinieri che cercava di uscire dalla città dopo la prima resa del Presidio, incolpevole capro espiatorio dei Carabinieri Reali che all'Acquaverde avevano ucciso in caccia sette genovesi, suscitando combattimento che vide pari numero di morti fra le truppe e gli insorti, ma con un gran numero che perse poi la vita per tetano all'ospedale Pammatone e a quello militare di San Benigno, o per fatale aggravamento delle ferite e morte dopo che sedici bombe colpirono l'edificio senza fare però vittime dirette.
Cadde il simbolo della rivolta di Genova, Alessandro De Stefanis, studente universitario e amico di Mameli, colpito a una gamba mentre girava le postazioni di combattimento sui forti per far rispettare la tregua concordata il giorno 6. Nascosto da contadini che fecero poi avvisare il fratello Filippo, medico della Divisione La Marmora, morì un mese dopo all'ospedale di San Benigno e fu poi sepolto nel santuario di Oregina, simbolo della liberazione della città, nel dicembre 1746. I De Stefanis erano savonesi, ma piemontesi di origine (Alba), fuggiti dalla repressione sabauda del movimento giacobino, Alessandro si definiva repubblicano-socialista.
Pur memori dell'annessione al dominio sabaudo cui la città fu costretta nel 1814, i genovesi, come lombardi, veneti, e soldati piemontesi disertori, avevano combattuto per ideali patriottici italiani cui la repressione congiunta sabauda a Genova, austriaca in Bologna e Toscana, francese a Roma pose solo momentaneamente fine, con il tricolore da cui reciso lo stemma sabaudo che rimane il simbolo di quella pagina gloriosa della città.
Date le devastazioni e i saccheggi operati dalle forze governative, questo evento è anche ricordato tristemente dai liguri come "il sacco di Genova".
L'episodio è ricordato con una targa commemorativa posta nel 2008 in Piazza Corvetto.mentre ancora si attende che la lapide coi nomi di tutti i caduti, conosciuti da fonti di stato civile e lettere dei genitori o mogli o figli affranti alla "Commissione dei Ricorsi" nel museo del Risorgimento e all'Archivio di Stato, vada ad aggiungersi a Palazzo Tursi a quelle che ricordano i caduti delle guerre nazionali e garibaldine, uno spazio vuoto che per un secolo aveva scontato la ribellione al governo del Re, poi scomoda anche alle memorie ufficiali dopo il 1945 e infine ridotta ad episodio di storia della patria in ritardo e a brutale violenza governativa, che era stata invece rintuzzata coraggiosamente non da un popolo inerme, ma da tutto il popolo in armi, comprese le donne, definita dagli storici "anticipazione della Comune di Parigi".

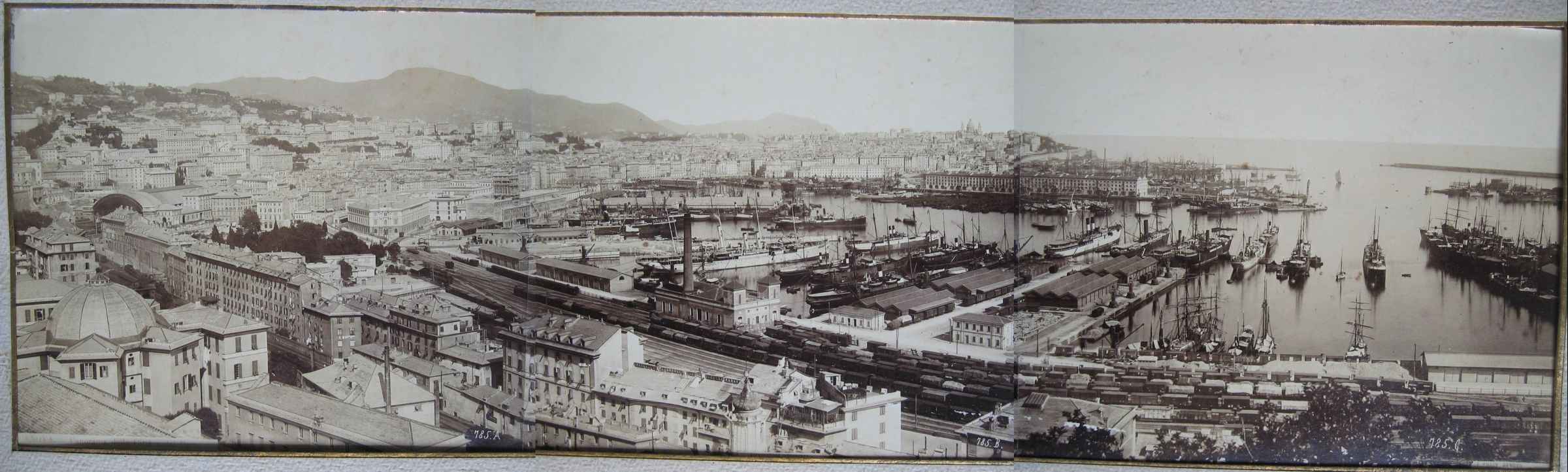
Il panorama del quartiere di Principe nel 1890, completamente modificato nei secoli successivi, sottraendo decine di metri al mare

### Gli inglesi a Genova e la nascita del calcio italiano
Dopo l'apertura del canale di Suez nel 1869, Genova divenne il centro di diverse comunità straniere, tra cui una nutrita rappresentanza proveniente dal Regno Unito. I passatempo tipici della comunità britannica erano il cricket e il calcio, quest'ultimo convenzionalmente giocato dai ceti meno abbienti o dai giovani. Fu il medico e filantropo James Spensley, trasferitosi in città per assistere i marinai inglesi, a fondare nel 1893 il Genoa Cricket and Football Club, secondo alcuni documenti la prima squadra di calcio italiana. Il Genoa CFC, da sempre impegnato nei campionati nazionali italiani ed a volte anche in quelli continentali europei, è la società calcistica che può esibire il più antico documento attestante la sua fondazione in Italia. Il club era inizialmente aperto solo a cittadini britannici, ma dal 1897 fu aperto il tesseramento anche agli italiani. Più tardi, nel 1899-1900, sarebbero nate anche le sezioni calcistiche della Sampierdarenese e della Società Ginnastica Andrea Doria, che avrebbero dato vita nel 1946, fondendosi, all'altra squadra di calcio cittadina di importanza nazionale e internazionale, l'Unione Calcio Sampdoria.

### I genovesi nel mondo
In Europa e nel mondo i rapporti continuarono con le varie corti e dinastie. I De Ferrari, cui è dedicata la piazza principale di Genova, furono proprietari dell'Hotel Matignon di Parigi, ora residenza ufficiale del Primo ministro del governo francese.
Edoardo Chiossone fondò e diresse l'Officina Carte e Valori del Ministero delle Finanze Giapponese, su invito del governo stesso, dopo aver lavorato come incisore a Firenze presso la banca del regno nella seconda metà dell'Ottocento.
Raffaele De Ferrari, duca di Galliera e principe di Lucedio, fu munifico benefattore, finanziò la costruzione di molti tratti ferroviari in Europa, fondò il Credito Francese, e con un ingente lascito consentì l'ammodernamento del porto di Genova: la sua opera si estese fino al cofinanziamento dell'opera di apertura del canale di Suez. Sua moglie, Maria Brignole Sale, Duchessa di Galliera, oltre ad essere ispiratrice e finanziatrice di opere culturali e benefiche in Francia, donò alla città di Genova l'Ospedale che porta il suo nome, e magnifiche dimore come palazzo Rosso e Palazzo Bianco in Strada Nuova (già Strada Nuova o Aurea, oggi via Garibaldi), e la superba villa che porta il suo nome.

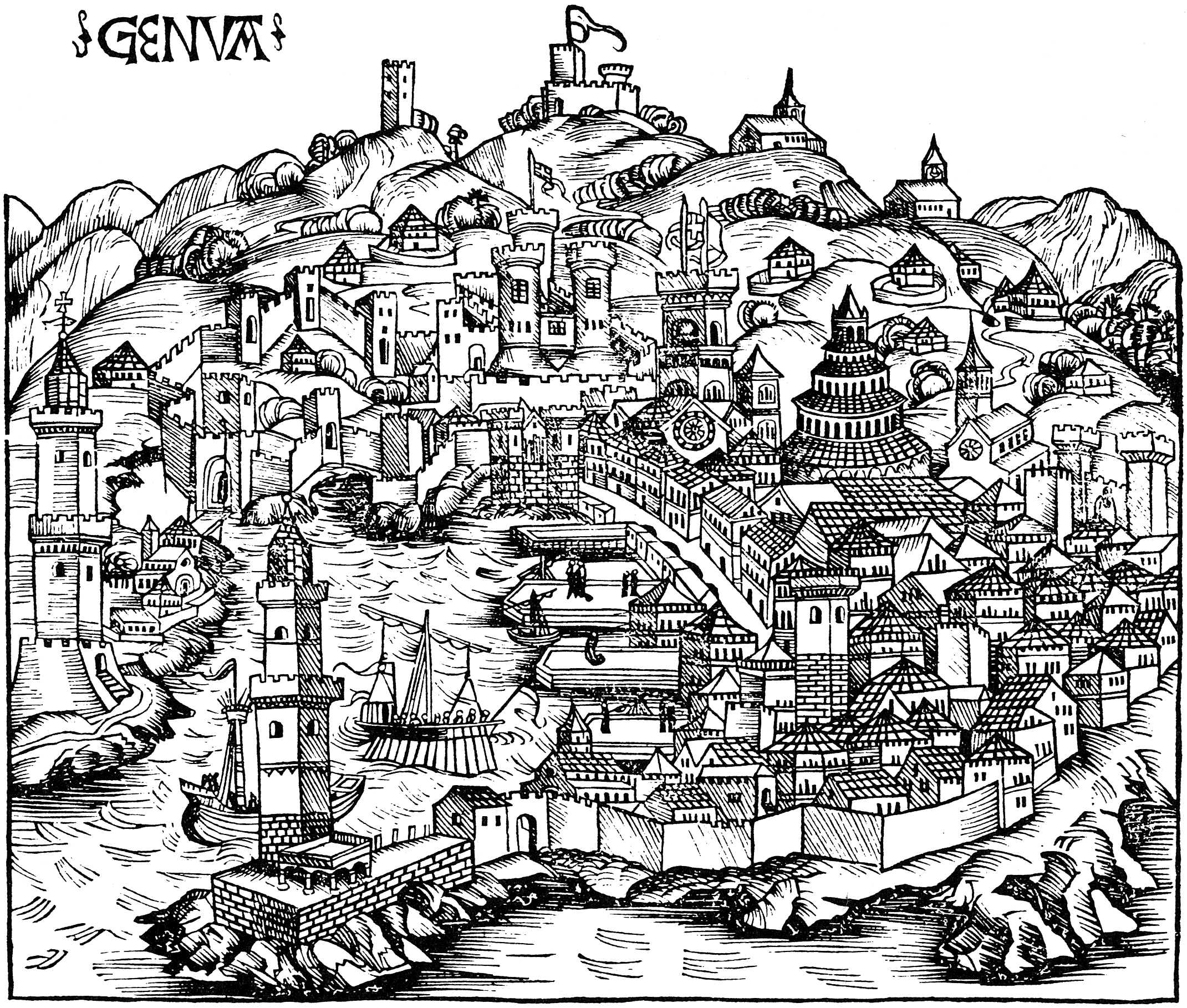
Genova in una stampa del 1493

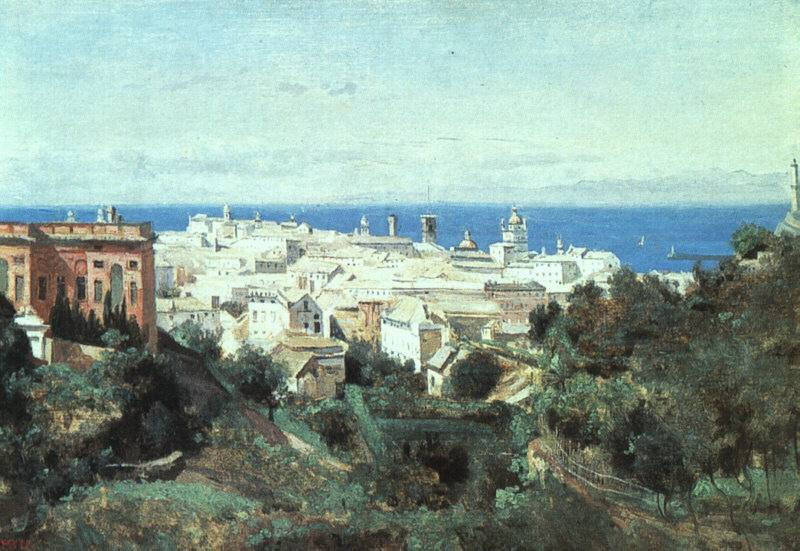
Jean-Baptiste Camille Corot
Veduta di Genova, 1834

Genova era una repubblica sulla quale - considerata la posizione strategica di porta sull'Europa - molti governi limitrofi hanno posto via via gli occhi. La spuntò il regno di Sardegna, a causa del quale la città conobbe una grave crisi, poiché da molti secoli ormai Genova aveva basato la propria esistenza sulla neutralità e sugli affari, mentre la nuova dinastia amava la guerra e le tasse.
Molti genovesi emigrarono nel continente americano, ma non (o non solo) per disperazione come si vuol far credere, soprattutto per affari, come sempre, ed infatti è ad opera dei genovesi che è nato il quartiere (barrío) di "La Boca", a Buenos Aires in Argentina così come furono le maestranze genovesi a fondare il porto di Valparaíso in Cile, il più grande porto del Sud America, tappa obbligata prima dell'apertura di Panama, e la ferrovia che collega le due città è ancora opera dei migranti liguri. Fu un oriundo genovese, Amadeo Peter Giannini a fondare la Bank of America. Oggi molti liguri e genovesi e loro discendenti occupano cariche importanti in tutti gli Stati dove essi o i loro antenati sono emigrati.

## Il XX secolo

### Genova nella Belle Époque
Dopo l'annessione al Regno d'Italia, durante la cosiddetta "Belle Époque", Genova visse un periodo di relativa prosperità grazie all'attività portuale. Non mancavano nell'entroterra attività industriali, come le cave per l'estrazione e la lavorazione dell'ardesia, o la fabbricazione di grandi orologi destinati a campanili, specialmente nella zona di Uscio, gestita dalla famiglia Trebino.
Inizia in quest'epoca la costruzione, il varo e l'ormeggio di grandi transatlantici diretti verso le Americhe, attraverso i quali molti genovesi emigrarono, specialmente in Sud America e nella fattispecie in Argentina. Il quartiere della "Boca" di Buenos Aires viene infatti ricordato come il quartiere degli immigrati genovesi, e la squadra di calcio che lo rappresenta, il Boca Juniors, ha ancora oggi la scritta "Xeneixes" cioè "genovesi", sul retro della maglia.
Nel ponente genovese sorse la fabbrica dell'Ansaldo, specializzata in produzione di locomotive e successivamente anche di navi (tra cui una delle più famose fu il piroscafo transatlantico Rex, unica nave italiana a vincere, nel 1933, il premio Nastro Azzurro per la traversata atlantica più veloce), armamenti bellici ed attrezzature civili.

### La seconda guerra mondiale e la guerra di Liberazione

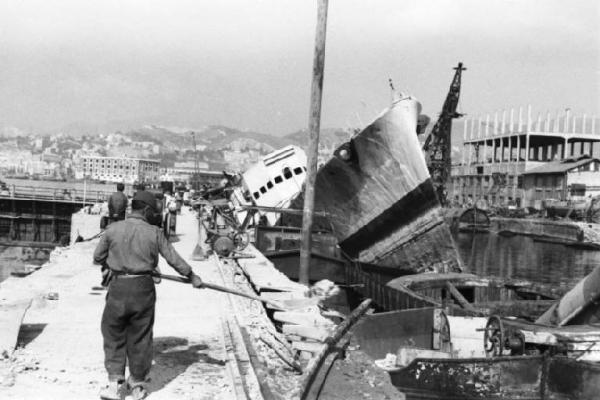
Ricostruzione del porto di Genova distrutto dai bombardamenti, foto di Federico Patellani, 1945

#### Le persecuzioni degli ebrei
Il 3 novembre 1943 truppe delle SS irruppero nella sinagoga di Genova e costrinsero il custode Bino Polacco sotto minaccia di morte per i suoi figli a convocare i membri della comunità per una presunta riunione in sinagoga. Per quanti caddero nel tranello e si presentarono all'appuntamento non ci fu scampo. Circa 50 ebrei furono così catturati e mandati a Auschwitz, dove morirono. Tra loro l'allora rabbino capo Riccardo Pacifici e il custode Bino Polacco, con la sua famiglia. Alla fine furono 109 gli ebrei rastrellati a Genova, cui se ne aggiungono altri 200 che, allontanatisi dalla città in cerca di rifugio, furono arrestati in altre località. Le persecuzioni e le deportazioni cui furono sottoposti gli appartenenti alla comunità ebraica genovese durante la fase finale della seconda guerra mondiale sono raccontate attraverso sette testimonianze di sopravvissuti nel libro di memorie Una gioventù offesa. Ebrei genovesi ricordano, curato da Chiara Bricarelli ed edito nel 1995 da Giuntina, Firenze.
Genova fu anche però la centrale della rete di soccorso Delasem da cui si poterono distribuire in tutta l'Italia centro-settentrionale gli aiuti provenienti dalla Svizzera, grazie all'assistenza del nunzio apostolico a Berna, mons. Filippo Bernardini. All'indomani dell'occupazione tedesca, Lelio Vittorio Valobra, coadiuvato da Raffaele Cantoni e Massimo Teglio, prese contatti col cardinale Pietro Boetto, che guidava la diocesi di Genova, e costui incaricò il suo segretario don Francesco Repetto affinché l'attività della DELASEM potesse proseguire nella clandestinità.

### Genova nel secondo dopoguerra
Dopo la fine del secondo conflitto mondiale, la città vede rinascere il trasporto marittimo di passeggeri e torna ad essere la porta d'Italia verso le Americhe grazie ai transatlantici della Società Italia (tra i quali si ricorda l'Andrea Doria, varato nel 1951 ed affondato nel 1956 a seguito di uno scontro in mare aperto con la nave svedese Stockholm).
Al referendum istituzionale del 1946 la città assegna ben il 76,3% di voti alla Repubblica e solo un 26,3% alla monarchia. Il capoluogo ligure, inoltre, diventa il simbolo della ricostruzione del boom economico e dell'inurbamento delle colline circostanti, arrivando a un milione di abitanti nell'area metropolitana.
Con l'approssimarsi degli anni ottanta tuttavia l'andamento della popolazione ebbe una brusca inversione di tendenza: la crisi del porto e della siderurgia produssero un brusco calo degli occupati interrompendo il flusso migratorio proveniente dal resto d'Italia: dal picco dei 816.872 abitanti del censimento del 1971, si passò ai 762.895 del 1981, ai 678.771 nel 1991 e infine ai solo 610.307 nel 2001, per scendere negli anni seguenti sotto le 600.000 unità. Nonostante i tentativi delle amministrazioni locali di rilanciare l'area portuale con una ristrutturazione del comparto industriale e un rinnovamento in di immagine chiave turistica con l'Expo 1992, il forte calo demografico unito a un aumento dell'immigrazione dal nord africa, portò ad un incremento delle tensioni sociali culminate negli scontri del 1993.

## Il XXI secolo
Il XXI secolo per la città di Genova inizia in modo decisamente brutale: nel 2001 la città, sotto la guida del sindaco Giuseppe Pericu, ospita il G8, importante manifestazione per la quale si organizzano delle misure di sicurezza poderose. Il centro della città viene praticamente fortificato e suddiviso in due zone, la zona rossa e la zona gialla, settori che, a diversi gradi di intensità, consentono l'accesso solo ai residenti.
Vengono creati veri e propri muraglioni di container a difesa della zona rossa, viene notevolmente aumentata la presenza degli agenti delle forze dell'ordine e per i giorni precedenti al summit vengono intensificati i controlli anti-terrorismo in tutta la città. Nonostante l'imponente dispositivo di sicurezza, il clima di tensione diventa altissimo, con l'esplosione delle tensioni nei giorni del summit, dal 19 al 22 luglio 2001, ricordati come una delle pagine più dolorose della storia recente di Genova e dell'Italia, in cui hanno luogo numerosi scontri tra manifestanti e forze dell'ordine, con un Carabiniere che uccide con un colpo di pistola un manifestante in piazza Alimonda e persino un blitz, molto controverso, di reparti di polizia nella scuola Diaz, creduta covo dei black bloc.
Dopo questi violenti fatti, la città inizia la riparazione dei danni delle devastazioni, arrivata al culmine nell'anno 2004, in cui Genova viene proclamata Capitale europea della cultura. Durante l'anno hanno luogo mostre, iniziative culturali, concerti, manifestazioni fieristiche, festival ed iniziative di vario genere sulla storia e sulla vita della città, per coinvolgere giovani, anziani e stranieri.
Il 2017 vede un significativo cambiamento politico con la vittoria alle elezioni comunali del candidato del centro-destra Marco Bucci, primo sindaco del capoluogo ligure non appartenente al centro-sinistra di tutto il dopoguerra.
Il 14 agosto 2018 crolla parte del viadotto autostradale sul torrente Polcevera (ponte Morandi), provocando 43 vittime. La città si ritrova quindi divisa in due; il disastro inoltre interrompe l'unico tratto stradale che collega la Riviera di Levante e quella di Ponente senza intersecare la viabilità urbana genovese e rende complesso l'accesso alla parte alta della Val Polcevera. Il crollo e la successiva demolizione causano numerosi sfollati nell'area sottostante al viadotto. Nel corso dei due anni successivi, le parti del ponte rimaste integre vengono demolite e l'intero manufatto viene sostituito dal nuovo viadotto Genova San Giorgio, progettato dal celebre architetto genovese Renzo Piano, costruito da Webuild e Fincantieri e inaugurato il 3 agosto 2020.
Nel 2022 il sindaco Bucci viene riconfermato per un secondo mandato, che tuttavia termina anticipatamente, nel 2024, in quanto eletto presidente regionale della Liguria; l'anno successivo viene eletta sindaca l'ex atleta Silvia Salis, che riporta Genova sotto la guida del centro-sinistra.